# Numenius hudsonicus
Numenius hudsonicus, conhecido popularmente como maçarico-galego-americano ou maçarico-de-bico-torto, é uma ave limícola da família Scolopacidae. É uma das espécies mais difundidas do gênero Numenius, reproduzindo-se em grande parte da América do Norte subártica. Esta espécie foi recentemente separada do maçarico-galego, apesar de algumas autoridades taxonômicas ainda os considerarem coespecíficos.
O maçarico-de-bico-torto é uma ave migratória, passando o inverno nas costas do sul da América do Norte e da América do Sul. Durante a migração, torna-se uma ave costeira. É altamente gregário fora da temporada de reprodução.
Nos mangues da Colômbia, os locais de descanso do maçarico-de-bico-torto estão localizados nas proximidades de territórios de alimentação e longe de fontes potenciais de predadores terrestres, mas não longe de áreas de perturbação humana.

## Descrição
Este é um maçarico bastante grande, embora de tamanho médio como membro de seu gênero. A espécie mede de 37 a 47 cm de comprimento, de 75 a 90 cm de envergadura, e pesa de 270 a 493 g. É principalmente marrom acinzentado, com dorso branco e um bico longo e curvo (mais longo na fêmea adulta) com uma dobra ao invés de uma curva suave.
As únicas espécies comuns semelhantes na maior parte da área de distribuição desta ave são os maçaricos maiores. Essa espécie é menor, tem um bico mais curto e curvo, uma faixa na coroa central e supercílios fortes.

### Subespécies
São reconhecidas duas subespécies:
- Numenius hudsonicus rufiventris – Vigors, 1829: encontrado no Alasca e no noroeste do Canadá
- Numenius hudsonicus hudsonicus – Latham, 1790: encontrado na área da Baía de Hudson até o nordeste do Canadá

## Ecologia
Esta espécie se alimenta procurando comida na lama macia em busca de pequenos invertebrados e pegando pequenos caranguejos e presas semelhantes da superfície. Antes da migração, as bagas tornam-se uma parte importante de sua dieta.
O ninho é um raspamento na tundra ou na charneca ártica. São postos de três a cinco ovos. Os adultos são muito defensivos quanto à área de nidificação e até atacam humanos que se aproximam demais.
Perto do final do século XIX, a caça em suas rotas de migração teve um grande impacto sobre a população dessa ave, mas que já foi recuperada.